# Symmetrisches Lanczos-Verfahren
In der numerischen Mathematik ist das symmetrische Lanczos-Verfahren ein Verfahren zur Lösung von Eigenwertproblemen für symmetrische oder hermitesche Matrizen. Es stellt sowohl einen Spezialfall des unsymmetrischen Lanczos-Verfahrens, als auch des Arnoldi-Verfahrens dar. 

## Der Algorithmus
Es sei eine hermitesche Matrix {\displaystyle A\in \mathbb {C} ^{n\times n}} und ein beliebiger Startvektor {\displaystyle r_{0}\in \mathbb {C} ^{n}} ungleich Null gegeben. Dann erstellt der folgende Algorithmus eine Orthonormalbasis {\displaystyle q_{1},..,q_{k}} des Krylow-Unterraums {\displaystyle {\mathcal {K}}={\mathcal {K}}(A,r_{0})}. Diese kann dann zur Berechnung von Eigenwerten oder der Lösung linearer Gleichungssysteme eingesetzt werden. 
1. Setze {\displaystyle q_{0}=0}
2. for {\displaystyle k=1,..,n} do
3. {\displaystyle \beta _{k-1}=\|r_{k-1}\|}
4. {\displaystyle q_{k}=r_{k-1}/\beta _{k-1}}
5. {\displaystyle r_{k}=Aq_{k}}
6. {\displaystyle \alpha _{k}=\langle q_{k},r_{k}\rangle }
7. {\displaystyle r_{k}=r_{k}-\alpha _{k}q_{k}-\beta _{k-1}q_{k-1}}
8. end for